# Jim Nolet
James Michael Nolet (* 11. Dezember 1961 in Dallas) ist ein amerikanischer Violinist und Bratschist des Creative Jazz, der als eine der Zentralfiguren der New Yorker Knitting-Factory-Scene gilt.

## Leben
James „Jim“ Nolet hatte ab dem siebten Lebensjahr Geigenunterricht und wendete sich bereits sechs Jahre später der Improvisation zu. Nach einer klassischen Ausbildung auf dem College nahm er Unterricht bei Gary Peacock. Er studierte in Seattle am „Cornish Institute of the Arts“, dann an der New Yorker Juilliard School of Music. In dieser Zeit spielte er in klassischen Kammermusikensembles, aber auch mit Musikern der Jazzavantgarde wie Ornette Coleman, Don Cherry, Cecil Taylor, Butch Morris und Hamiet Bluiett, aber auch mit Hilton Ruiz, Joanne Brackeen, David Murray und Marc Ribot. Dann wurde er Mitglied der Jazz Passengers und arbeitete mit eigenen Gruppen, etwa im Trio mit Glen Moore und Newman Taylor Baker oder mit Fred Hopkins und Sunny Murray. Tourneen führten ihn durch Nordamerika, nach Europa und Japan. 1993 präsentierte er sich auf seinem Debütalbum in unterschiedlichen Besetzungen vom Duo bis zum großen Ensemble. Sein New York String Improviser’s Orchestra arbeitete auch mit John Zorn zusammen. Auch arbeitete er mit Don Byron, John Purcell, John Hicks und Tim Hagans. Zeitweise lebt er in Brasilien, wo er die Band Arco Voz gründete, die er 2002 in den Vereinigten Staaten vorstellte.
1987 war er mit Bern Nix einer der Mitgründer des Composer’s Improviser’s Workshop; in diesem Rahmen unterrichtet er auch. Weiterhin komponiert er auch für Film und Theater.

## Diskografie
- With You (1993) mit David Murray, Brad Jones, Bern Nix
- String Faced (1995)
- Syzygy (1999)
- Acro Voz (2000)